# Larissa Reissner
Larissa Reissner, född 1895, död 1926, var en rysk-sovjetisk politiker (kommunist).
Hon var folkkommissarie för marint underhåll 1918. 